# Zelena žolna
Zelena žolna (znanstveno ime Picus viridis) je ptič plezalec iz družine žoln (Picidae). 

## Telesne značilnosti
Odrasla zelena žolna meri 30–36 cm po dolžini s premerom kril 45–51 cm. Od na prvi pogled zelo podobne vrste pivke se zelena žolna loči po velikosti (od pivke je večja za 5 cm) in po izraziti črnini, ki sega od kljuna do sredine glave na licih. Samci imajo prav tako rdeč zgornji del glave, vendar je ta manjši.

## Gnezdenje
Gnezdijo v drevesnih duplih, ki jih izdolbejo same, v času meseca aprila do maja in imajo samo eden zarod. Samica v gnezdo izvali od 4-11 jajc bele barve. Mladiči so gnezdomci in valjenci.

## Življenjski prostor in navade
Več kot 75 % populacije zelene žolne prebiva v Evropi, predvsem v Franciji, Španiji in Nemčiji. Odsotna je pri nekaterih severnih in vzhodnih področjih, v Irski, Grenlandiji in Makaroneziji.
Zelena žolna je manj vezana na gozdove in prebiva predvsem v bolj odprti kulturni krajini s presvetljeni gozdovi, logi, parki, vrtovi,  vrbovji, starimi sadovnjaki, kjer gnezdi. V Sloveniji je široko razširjena in pogosta celoletna vrsta.

### Prehrana
Zelena žolna zaradi prehranjevanja z mravljami in njihovimi ličinkami veliko časa preživi na tleh. Le redko jo pozimi najdemo v krmilnici in ker so mravljišča zmrznjena, jih veliko pogine v hudih zimah. Prehranjuje se tudi z drugimi žuželkami in sadjem.